# Enjoy Poverty
 (octobre 2012).
Pour plus de détails, voir Fiche technique et Distribution.
Enjoy Poverty est un film documentaire néerlandais réalisé par Renzo Martens (en), sorti en 2008.

## Synopsis
Durant deux années, Renzo Martens a voyagé à travers le Congo, partant de la capitale Kinshasa pour se rendre ensuite vers l’intérieur du pays. Caméra à l’épaule, il a erré dans les méandres de l’industrie de lutte contre la pauvreté dans ce pays au lendemain de la guerre civile. Il est ainsi arrivé à la conclusion que la pauvreté est faite pour durer et la combattre est une entreprise qui profite bien peu aux pauvres. En réponse, le réalisateur lance un programme d’émancipation par lequel il fait prendre conscience aux habitants du Congo que leur ressource principale est la pauvreté. Symboliquement, il installe une enseigne lumineuse au milieu de la forêt qui dit : « Enjoy Poverty ».

## Fiche technique
- Réalisation : Renzo Martens (en)
- Production : Inti Films Renzo Martens Menselijke Activiteiten
- Scénario : Renzo Martens
- Image : Renzo Martens
- Montage : Jan de Coster

## Récompenses
- Rencontres Internationales du documentaire de Montréal 2009